# Hépatectomie

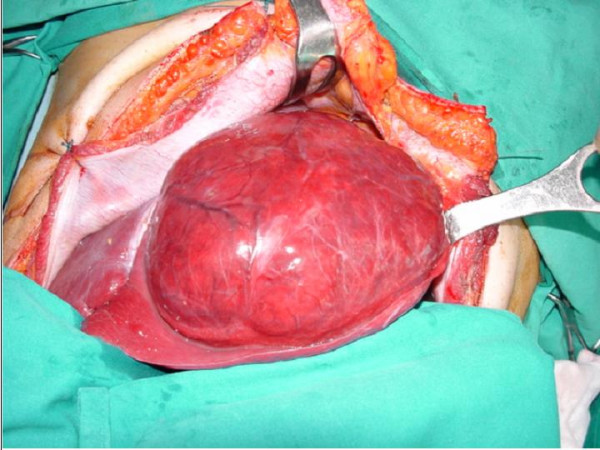
Hépatectomie partielle pour enlever un adénome hépatocellulaire géant du lobe gauche du foie.

Une hépatectomie consiste en l'ablation totale ou partielle du foie. L'ablation du foie du donneur et l'ablation du foie du receveur lors d'une greffe du foie sont toutes deux des hépatectomies. Si un seul lobe du foie est retiré, l'opération peut aussi être appelée une lobectomie du foie et, si un seul segment est retiré, l'opération peut être appelé une segmentectomie. Ces hépatectomies partielles peuvent être réalisées pour retirer une partie du foie d'un donneur vivant en vue d'une transplantation.
Bien que le terme soit souvent utilisé pour le prélèvement du foie d'un donneur de greffe du foie, cet article se concentre sur les résections partielles (en) du tissu hépatique et l'hépatoportoentérostomie (en).

## Étymologie
Le mot « hépatectomie » vient du grec. Ainsi, en grec, foie se dit hépar et -ectomie vient de ektomē qui signifie « enlever », « retirer ».

## Histoire
En 1911, un chirurgien allemand travaillant aux États-Unis, Walter Wendel, a signalé une hépatectomie.
En 1949, le docteur Ichio Honjo (1913-1987) du Kokura Memorial Hospital (plus tard professeur de chirurgie à l'Université de Kyoto) a effectué une lobectomie droite pour un carcinome hépatocellulaire, opération qu'il signale,,.
En 1952, le docteur Jean-Louis Lortat-Jacob (1908-1992), en France, rapporte une hépatectomie. Dans ce troisième cas, la patiente était une femme de 58 ans diagnostiquée avec un cancer colorectal qui s'était métastasé au foie.

## Indications

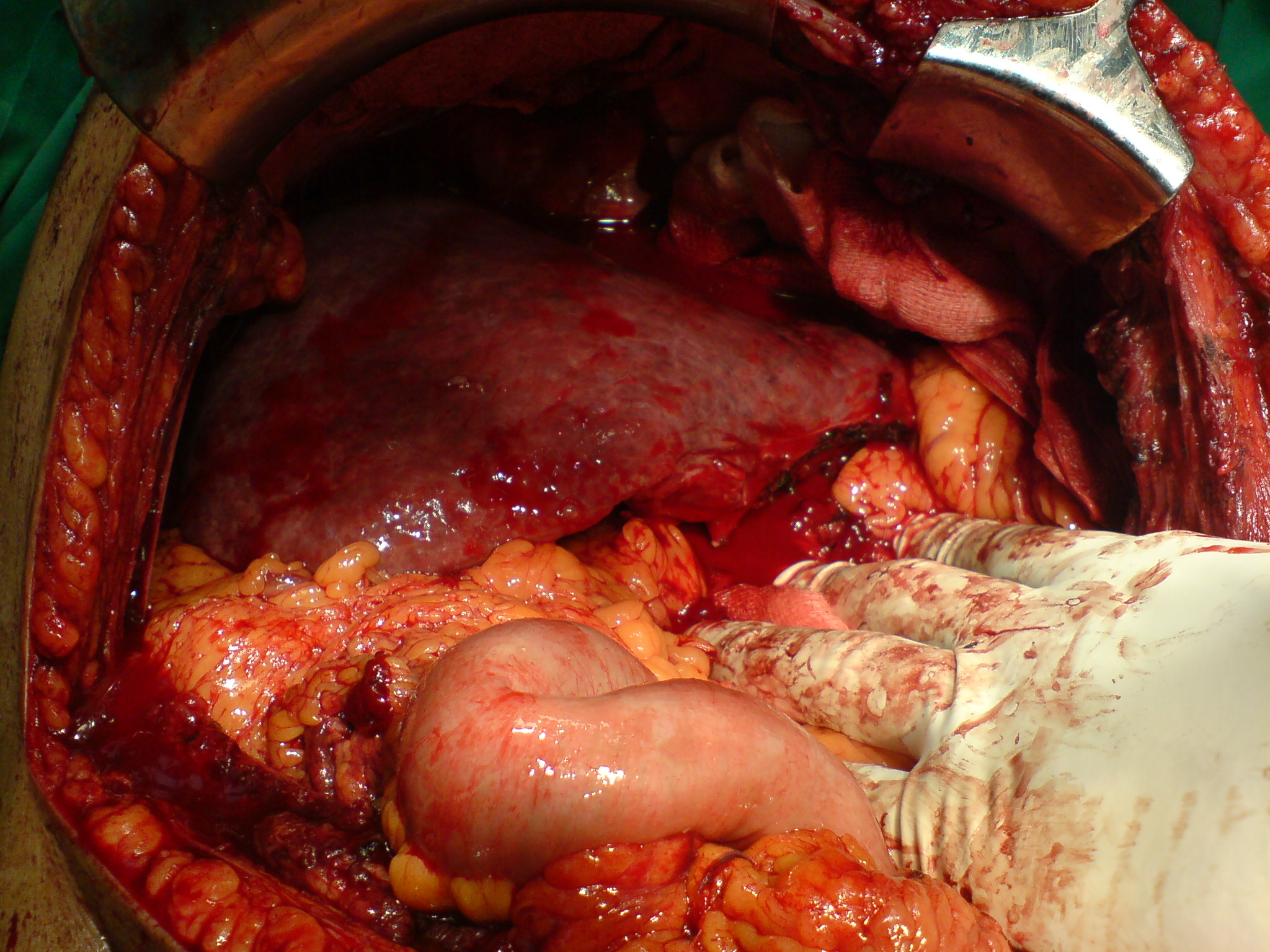
Vue de l'incision sous-costale droite après résection du lobe gauche pour enlever la tumeur du foie.

La plupart des hépatectomies sont réalisées pour le traitement des néoplasmes hépatiques, bénins ou malins. Les néoplasmes bénins comprennent l'adénome hépatocellulaire, l'hémangiome hépatique et l'hyperplasie nodulaire focale. Les tumeurs malignes (cancers) du foie les plus courantes sont les métastases ; celles résultant du cancer colorectal sont parmi les plus courantes et les plus propices à la résection chirurgicale. La tumeur maligne primitive du foie la plus fréquente est le carcinome hépatocellulaire. L'hépatectomie peut également être la procédure de choix pour traiter les calculs biliaires intrahépatiques ou les kystes parasitaires du foie. Des hépatectomies partielles sont également réalisées pour retirer une partie d'un foie d'un donneur vivant en vue d'une transplantation.
Les hépatectomies se répartissent en quatre catégories selon la partie du foie qui doit être opérée :
- hépatectomie droite ;
- hépatectomie gauche ;
- résection sous-régionale du foie ;
- lobectomie caudée hépatique.

## Technique
Une hépatectomie est considérée comme une intervention chirurgicale majeure effectuée sous anesthésie générale. L'accès est réalisé par laparotomie, généralement par une incision sous-costale bilatérale (en « chevron »), éventuellement avec extension médiane (incision de Calne ou « Mercedes-Benz »). Un abord antérieur, l'un des plus innovants, est rendu plus simple par la manœuvre de suspension du foie. Les hépatectomies peuvent être anatomiques, c'est-à-dire que les lignes de résection correspondent aux limites d'un ou plusieurs segments fonctionnels du foie tels que définis par la classification de Couinaud ; ou elles peuvent être non anatomiques, irrégulières ou hépatectomies « en coin ». Les résections anatomiques sont généralement préférées en raison du moindre risque d'hémorragie et de fistule biliaire ; cependant, des résections non anatomiques peuvent également être effectuées en toute sécurité dans certains cas.
La manœuvre de Pringle (en) (obstruction du flux sanguin à 10-15 minutes d'intervalle avec 5 minutes de reperfusion pendant 120 minutes maximum) est généralement réalisée au cours d'une hépatectomie pour minimiser la perte de sang - mais cela peut entraîner une lésion de reperfusion (en) dans le foie en raison d'une ischémie.
Dans les centres spécialisés, une hépatectomie laparoscopique mini-invasive peut être réalisée, aidée par une échographie préopératoire. La partie du foie peut être enlevée avec un endobag par une laparotomie précédente ou en agrandissant l'une des entrées.

## Complications
L'hémorragie est la complication technique la plus redoutée et peut justifier une réintervention urgente. La fistule biliaire est également une complication possible, bien qu'elle se prête davantage à une prise en charge non chirurgicale. Les complications pulmonaires telles que l'atélectasie et l'épanchement pleural sont courantes et dangereuses chez les patients atteints d'une maladie pulmonaire sous-jacente. Les infections sont relativement rare.
L'insuffisance hépatique est la complication la plus grave de la résection hépatique ; il s'agit d'un élément dissuasif majeur dans la résection chirurgicale du carcinome hépatocellulaire chez les patients atteints de cirrhose. C'est également un problème, dans une moindre mesure, chez les patients ayant déjà subi une hépatectomie (par exemple, résections répétées pour récidive de métastases du cancer colorectal).

## Résultats
La chirurgie du foie est sûre lorsqu'elle est effectuée par des chirurgiens expérimentés avec un soutien technologique et institutionnel approprié. Comme pour la plupart des interventions chirurgicales majeures, il existe une tendance marquée vers des résultats optimaux de la part des chirurgiens ayant un nombre élevé de cas dans des centres sélectionnés (généralement des centres de cancérologie et des centres de transplantation). La survie à 5 ans des patients cirrhotiques est de 60 % et celle des patients atteints de carcinome hépatocellulaire est de 60 à 80 % dans les tumeurs précoces et de 30 à 50 % dans les tumeurs avancées.
Pour des résultats optimaux, un traitement combiné avec une chimiothérapie systémique ou perfusée régionalement ou une thérapie biologique doit être envisagé. Avant la chirurgie, des agents cytotoxiques tels que l'oxaliplatine administrés par voie systémique pour les métastases colorectales ou la chimioembolisation pour le carcinome hépatocellulaire peuvent réduire considérablement la taille de la masse tumorale, permettant alors des résections qui enlèveraient uniquement un segment ou une partie en coin du foie. Ces procédures peuvent également être facilitées par l'application d'une pince hépatique (pince hépatique Lin ou Chu ; Pilling no.604113-61995) afin de minimiser la perte de sang.
Une analyse de 2313 hépatectomies en 2009 a révélé un taux de mortalité de 2,5 % et un taux de complications postopératoires de 19,6 %.